# 伊沃爾然斯凱
51°4′1″N 34°52′1″E / 51.06694°N 34.86694°E
伊沃爾然斯凱（烏克蘭語：Іволжанське）是位於烏克蘭東北部的鄉村居民點，由蘇梅州蘇梅區的尤纳基夫卡市镇負責管轄。該村處於奧萊什尼亞河畔，距離皮薩里夫卡2公里，海拔高度182米，2001年人口231。